# 주체코 타이베이 경제문화판사처
주체코 타이베이 경제문화판사처(중국어: 駐捷克臺北經濟文化辦事處, 체코어: Tchajpejská hospodářská a kulturní kancelář v Praze)는 중화민국 외교부가 체코 프라하에 설치한 외교 공관이다.
판사처는 중화민국과 체코 간의 정부, 경제, 무역, 투자, 과학기술, 학술, 교육, 문화 등 각 방면의 관계 업무와 여권, 사증 등 영사 업무, 해외 거주 타이완인 관련 업무를 해 기능적으로 수교국의 대사관과 동일하다.
체코 정부는 중화민국 타이베이에 체코경제문화판사처(체코어: Česká ekonomická a kulturní kancelář, 영어: Czech Economic and Cultural Office)를 설치하여 운영하고 있다.

## 같이 보기
- 중화민국 외교부
- 타이베이 대표부